# 龍山寺 (晋江市)
龍山寺（りゅうざんじ）は、中華人民共和国福建省泉州市晋江市安海鎮にある仏教寺院。台湾の龍山寺の祖庭。

## 歴史
龍山寺は、唐の武徳元年（618年）の創建で、当時は普現寺・天竺寺と称した。
明の天啓3年（1623年）は寺院を重修した。
清の康熙23年（1684年）、施琅が先頭に立って出資し、寺院を再建。康熙47年（1708年）に寺院が拡張された。
1983年、中華人民共和国国務院は仏寺を漢族地区仏教全国重点寺院に認定した。2013年5月、中華人民共和国国務院は仏寺を全国重点文物保護単位に認定した。

## 伽藍
天王殿、鐘楼、鼓楼、大雄宝殿（本堂）、円通宝殿、放生池